# Отто, Герберт (писатель)
Герберт Отто (нем. Herbert Otto; 15 марта 1925, Вроцлав — 24 августа 2003, Аренсхуп) — немецкий писатель. Лауреат Национальной премии ГДР (1978), Премии имени Генриха Манна (1971).

## Биография
Родился в 1925 году в Бреслау, сын рабочего и швеи. После окончания начальной школы прошел коммерческое обучение, работал клерком в банке.
С 1943 года участвовал во Второй мировой войне в качестве военнослужащего Вермахта, член НСДАП с мая 1943 года (членский номер 9 602 127).
Воевал на Восточном фронте, в 1944 году попал в советский плен, из которого был освобожден в 1948 году и после прохождения Центральной школы антифашистов в Москве вернулся в Германию в 1949 году.
В ГДР работал функционером Общества советско-германской дружбы и редактором в издательстве «Культура и прогресс».
Член Союза писателей ГДР, был председателем его районной ассоциации в Потсдаме.
С 1987 года член ПЕН-клуба ГДР, затем Германии.

## Награды
- 1978 — Национальная премия ГДР II степени
- 1977 — Орден «За заслуги перед Отечеством», III степени
- 1971 — Премия Генриха Манна

## Творчество
Автор романов, рассказов о путешествиях и очерков.
Его дебют «Ложь» — сильно автобиографически окрашенная история о превращении солдата Вермахта в ходе его пребывания в Советском Союзе в качестве военнопленного.
Более поздние работы обычно посвящены повседневной жизни ГДР: роман «Время аистов» описывает проблемы и конфликты молодых рабочих; роман «Йозеф» — история вхождения авантюриста и бывшего иностранного легионера в общество ГДР; «Сон о лосе» — эротический социальный роман.
В переводе на русский язык известны его романы:
- Отто Герберт — Пора аистов. Роман / Пер. с нем. И. Каринцевой // Журнал «Звезда Востока», № 11-12, 1971
- Отто Герберт — Пора аистов. Роман /Пер. с нем. И. Каринцевой. — М.: Прогресс, 1972 . — 208 с.
- Отто Герберт — Воздушный змей: Роман / Пер . с нем . Г. Каган / Журнал «Нева», № 12, 1978. — с. 6-82

## Экранизации
- 1961 — Любовь в сентябре / Septemberliebe, реж. Курт Метциг — автор сценария
- 1971 — Время аистов / Zeit der Störche, реж. Зигфрид Кюн — по одноимённому роману
- 1974 — Например, Йозеф / Zum Beispiel Josef, реж. Эрвин Штранка — по одноимённому роману
- 1986 — Сон о Лосе / Der Traum vom Elch, реж. Зигфрид Кюн — по одноимённому роману